# Oum El Bouaghi (província)
Oum el Bouaghi (ولاية أم البواقي, em árabe) é uma província da Argélia. A província conta com uma população de 621.612 habitantes